# Sporenschildpad
De sporenschildpad (Centrochelys sulcata) is een schildpad uit de familie landschildpadden (Testudinidae). Het is de grootste landschildpad ter wereld die op het vaste land voorkomt, alle grotere soorten zijn bewoners van geïsoleerde eilanden. 

## Naam en indeling
De wetenschappelijke naam van de soort werd voor het eerst voorgesteld door John Frederick Miller in 1779. Oorspronkelijk werd de wetenschappelijke naam Testudo sulcata gebruikt. De soort werd lange tijd tot het geslacht Geochelone gerekend, en wordt in veel literatuur nog als dusdanig aangemerkt (Geochelone sulcata).
De geslachtsnaam Centrochelys betekent vrij vertaald 'stekelschildpad'; kentron = Grieks voor scherp of puntig, en chelys (χέλῡς) = schildpad. De soortaanduiding sulcata betekent vrij vertaald 'gegroefd'. Het is de enige nog levende soort uit het monotypische geslacht Centrochelys. 
Van veel schildpadden die een groot areaal bewonen is later aangetoond dat de soort eigenlijk uit verschillende ondersoorten blijkt te bestaan. Ondanks het feit dat de sporenschildpad voorkomt in een gebied dat vijfduizend kilometer in breedte beslaat, zijn de dieren echter morfologisch gelijk, bleek uit een onderzoek uit 1994. Een genetische studie uit 2004 toonde echter aan dat er wel degelijk verschillen zijn tussen de westelijke en de oostelijke populaties. Mogelijk worden hierdoor in de toekomst verschillende ondersoorten toegewezen. 
Een aantal uitgestorven soorten wordt voorlopig toegewezen aan het geslacht Centrochelys. Hierover bestaat nog veel onduidelijkheid, zo is de soort Centrochelys vulcanica alleen bekend van een dijbeen. 
Het geslacht omvat de volgende uitgestorven soorten, met de auteur en het verspreidingsgebied.
| Naam                   | Auteur                                      | Verspreidingsgebied               | Geschatte lengte | Tijdvak               |
| ---------------------- | ------------------------------------------- | --------------------------------- | ---------------- | --------------------- |
| Centrochelys atlantica | López-Jurado, Mateo, & García-Márquez, 1998 | Sal, Kaapverdië                   | ?                | Pleistoceen           |
| Centrochelys burchardi | Ahl, 1926                                   | Tenerife, Canarische Eilanden     | 80 - 100 cm      | Midden-Pleistoceen    |
| Centrochelys marocana  | Gmira et al., 2013                          | Marokko, Noord-Afrika             | +/- 200 cm       | Plioceen, Pleistoceen |
| Centrochelys punica    | Arambourg, 1979                             | Tunesië, Noord-Afrika             | 150 - 200 cm     | Vroeg Pleistoceen     |
| Centrochelys vulcanica | López-Jurado & Mateo, 1993                  | Gran Canaria, Canarische Eilanden | 61 cm            | Plioceen              |

## Uiterlijke kenmerken

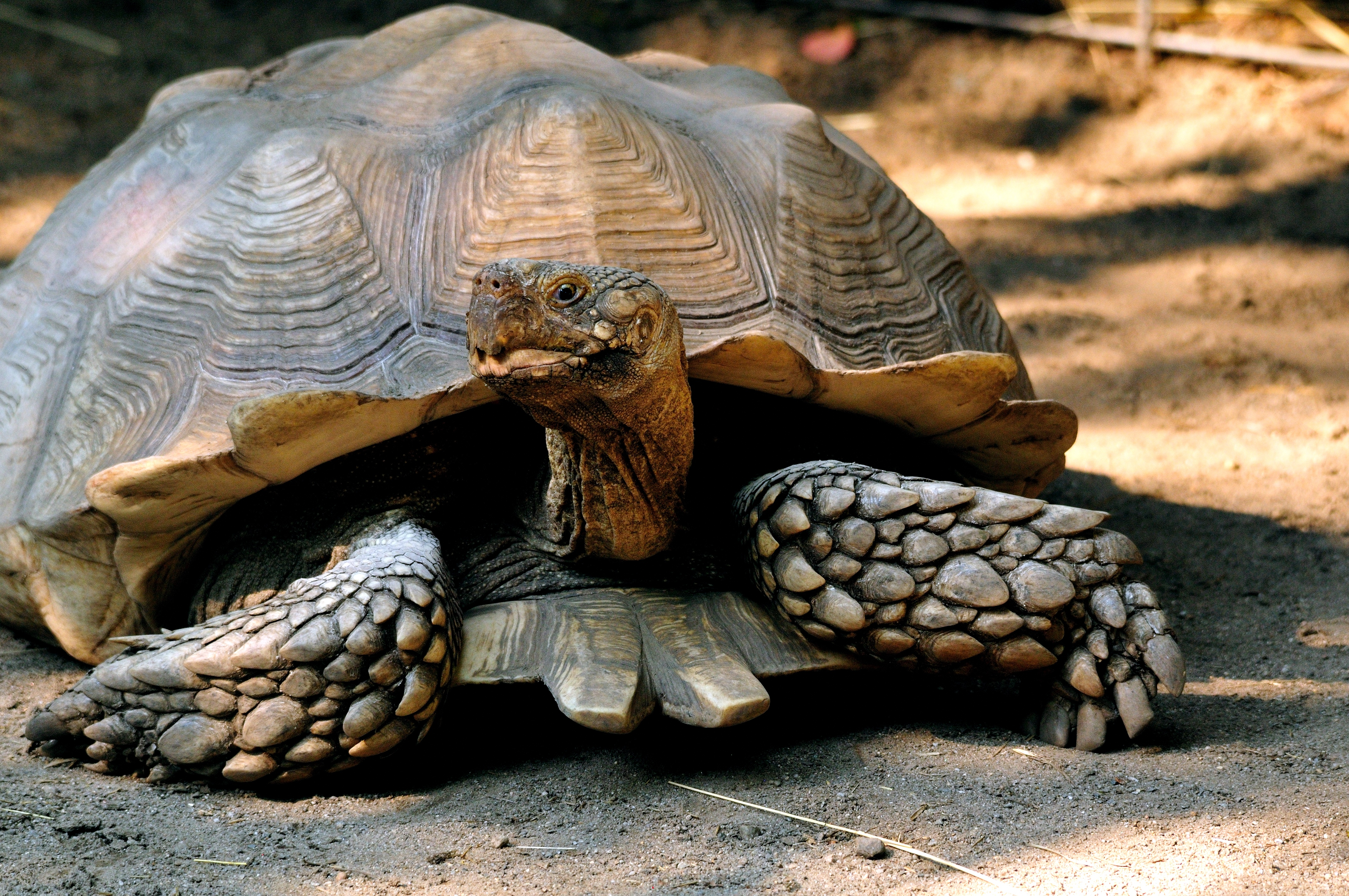
Exemplaar uit de Roger Williams Park Zoo (VS), waarbij de sterk vergrote keelschilden duidelijk zichtbaar zijn.

De sporenschildpad is de grootste Afrikaanse schildpad en de grootste landschildpad die op het vasteland leeft. Alleen zeeschildpadden en sommige op eilanden levende landschildpadden kunnen nog groter worden. De mannetjes kunnen een rugschildlengte bereiken van 86 centimeter en een gewicht van meer dan 100 kilogram. De vrouwtjes blijven kleiner en kunnen een lengte bereiken van 58 cm en worden aanzienlijk minder zwaar. Op de dijen van de sporenschildpad zijn twee of drie vergrote beenplaten te zien.
Het rugschild is koepelvormig, het is afgeplat aan de bovenzijde en de schildranden lopen steil naar beneden. De marginaalschilden zijn puntig, een nekschild ontbreekt en het staartschild is niet gepaard. De kleur van het rugschild is bruin. Jonge dieren hebben een overwegend geel schild, met bruine randen aan de buitenzijde van de schildplaten. De uiteinden van de marginaalschilden zijn voorzien van opstaande tandachtige uitsteeksels, vooral aan die van de achterzijde van het schild. Het buikschild heeft een witgele tot gele kleur. De plastronformule is als volgt: abd > hum > fem > gul > pect >< an.
De kop is relatief van gemiddelde grootte en is afgerond aan de voorzijde. De kop is breed en heeft een driehoekige vorm, de bovenkaak heeft een snavelachtige vorm en de onderkaak draagt twee tand-achtige uitsteeksels. De ogen zijn vrij hoog op de kop geplaatst. De kleur van de kop en de poten is oranjebruin, de kaken zijn donkerder gekleurd. Aan de achterzijde van de dijen zijn twee of drie stekelachtige structuren aanwezig waaraan de Nederlandstalige naam te danken is. 
De sporenschildpad heeft een lichaam dat sterk is aangepast op de gravende levenswijze. De keelschilden zijn zeer groot en steken ver vooruit, ze hebben een bulldozer-achtige functie. De voorpoten zijn voorzien van plaat-achtige schubben ter versterking en de voorpoten zijn relatief zeer krachtig. Als de schildpad op volle kracht op een mens inloopt kan dit leiden tot een botbreuk. 
Mannetjes zijn naast hun grotere lichaamslengte van de vrouwtjes te onderscheiden door een langere staart die aan de basis aanmerkelijk dikker is. Ook is het buikschild of plastron holler dan bij de vrouwtjes. 

## Verspreiding en habitat
De sporenschildpad komt voor in delen van noordelijk-centraal Afrika in grofweg het gebied van de westelijke Afrikaanse Sahelzone tot het oostelijke deel van Soedan. De soort komt voor in de landen Ethiopië, Eritrea, Soedan, Zuid-Soedan, Tsjaad, Niger, Mali, Mauritanië, Senegal, Centraal-Afrikaanse Republiek en Kameroen. Mogelijk komt de soort ook voor, of is recentelijk uitgestorven, in de landen Saoedi-Arabië, Jemen, Djibouti en Somalië.
In een groot deel van het areaal is het verspreidingsgebied erg versnipperd en komen losse populatie voor. De habitat bestaat uit struwelen, graslanden, de randen van woestijnen en halfwoestijnen en droge savannes met enige vegetatie. De sporenschildpad heeft zich aangepast op het leven in droge gebieden met een zanderige ondergrond en een vegetatie van droogteminnende planten, zoals baobabs, stekelige planten zoals cactussen en acacia's.
De regenval (isohyeet) van geschikte leefgebieden varieert van 150 tot 700 millimeter per jaar. In januari en februari is het war en vochtig in het natuurlijke leefgebied, waarna het tot juni zeer heet en droog is. Van juli tot augustus vindt het regenseizoen plaats. 

## Levenswijze

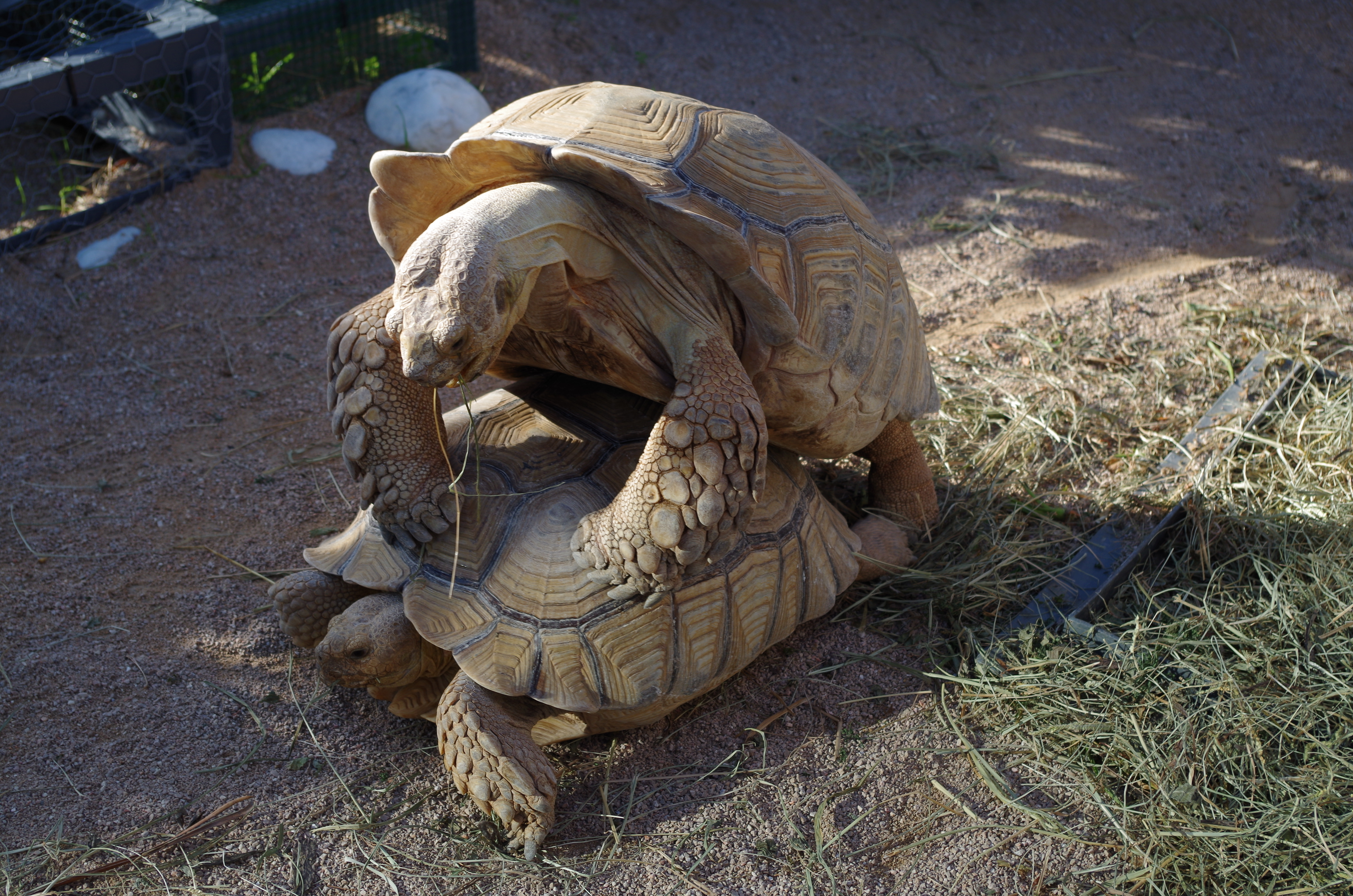
Paring van de schildpad in het Musée Océanographique de Monaco, Monaco.

De schildpadden zijn bij een gewicht van 15 tot 20 kilogram geslachtsrijp. Mannetjes zijn territoriaal en bevechten elkaar waarbij het grootste mannetje meestal zijn kleinere tegenstander wegjaagt. De paring vindt meestal plaats van september tot november. Voorafgaand aan de paring ramt het mannetje het vrouwtje met zijn schild. Tijdens de paring maken de mannetjes een geluid dat lijkt op het kwaken van een eend. De vrouwtjes zetten van november tot mei twee tot vier keer per seizoen eieren af, het aantal varieert van ongeveer 14 tot 40 eieren per nest. De eieren hebben een witte kleur en een harde schaal, ze zijn ongeveer 44 millimeter breed en 52 mm lang. De eieren hebben een lange incubatietijd die kan oplopen tot zeven maanden. De jongen groeien snel en zijn na een jaar al een kilo zwaar en bereiken in drie jaar een lichaamsgewicht van vijf tot zes kilo. De jongen hebben vele vijanden, voornamelijk varanen maar ook rovende zoogdieren zoals knobbelzwijnen, hyena's en marterachtigen, en rovende vogels zoals de schildraaf (Corvus albus).
De schildpad kan meer dan honderd jaar oud worden. Oudere exemplaren hebben een sterk ingevallen gezicht dat doet denken aan een mummie. Bij oudere mannetjes is het schild zo afgeplat aan de bovenzijde dat het schild doet denken aan een soort ronde stoel. De wijzen uit de Dogoncultuur zouden de schildpad gebruikt hebben als zitmeubel om hun wetten voor te lezen aan het volk.
De sporenschildpad is een zeer goede graver en leeft meestal ondergronds in zelfgegraven holen die tot vijftien meter lang kunnen zijn. Deze tunnels hebben verschillende zijgangen waarin gerust wordt en ook vergrote kamers waar de dieren zich om kunnen keren.  Ze worden soms door meerdere exemplaren gebruikt. Jongere exemplaren worden vaak gevonden in de graafsels van oudere dieren en maken waarschijnlijk gebruik van de holen van zoogdieren om in te schuilen.
Op het menu staat voornamelijk plantaardig materiaal zoals grassen, er is wel waargenomen dat de dieren graspollen in hun ondergrondse tunnels bulldozeren. Dit dient waarschijnlijk om zich in de drogere periodes van voedsel te voorzien. Ook boomschors en detritus wordt opgenomen, evenals waterplanten en algen, waar deze beschikbaar zijn. Waarschijnlijk wordt ook aas gegeten, zoals dode reptielen en zoogdieren. Ook geofagie is bekend van deze soort, wat betekent dat het dier bodemmateriaal opeet. Hierbij wordt het calciumhoudende substraat gegeten om in de kalkbehoefte te voorzien. 
De sporenschildpad drinkt maar zelden, na een regenbui of in een vochtige omgeving  kan het dier echter vijftien procent van het lichaamsgewicht onttrekken aan de ondergrond, zoals ook bekend is van de reuzenschildpadden uit het geslacht Chelonoidis.

## Beschermingsstatus
Ooit was de sporenschildpad zeer algemeen en werd massaal gebruikt als voedsel of als ruilmiddel tussen de verschillende Afrikaanse volkeren. De soort werd later populair als huisdier en is in groten getale geëxporteerd door de handel in exotische dieren. De sporenschildpad wordt bedreigd door klimaatverandering, overbegrazing door vee zodat er geen grassen meer overblijven en de introductie van invasieve exoten zoals ratten. Het aantal exemplaren in het wild werd in de jaren 50 geschat op ongeveer 100.000. Begin jaren 90 was dit geschatte aantal nog 18.- tot 20.000. Mogelijk zijn de aantallen echter wat te laag ingeschat zoals blijkt uit meer recente onderzoeken. De organisatie SOPTOM richt zich onder andere op deze schildpaddensoort om het dier voor uitsterven te behoeden en heeft verschillende kweekprojecten opgezet om de populaties te versterken. 
Door de internationale natuurbeschermingsorganisatie IUCN is de beschermingsstatus 'bedreigd' toegewezen (Endangered of EN).